# August Otto Krug
August Otto Krug, född den 18 mars 1805 i Frankfurt an der Oder, död den 17 april 1867 i Dresden, var en tysk jurist, son till Wilhelm Traugott Krug och Wilhelmine von Zenge, gift med Charlotte Schnorr von Carolsfeld.